# عيد السفرجلاني
 محمد عيد السفرجلاني كان معلمًا في المدرسة الجقمقية وصاحب المدرسة الجوهرية السفرجلانية، أول من أسس في دمشق مدرسة خاصة نظامية ذات مناهج علمية حديثة تضم مكتبة ومخبراً إلى جانب العلوم المتنوعة.

## سيرة
ولد عام 1838م وتوفي عام 1931م. نشأ وترعرع في البيت الشرقي الكبير لآل السفرجلاني المقابل لدار الأمير عبد القادر الجزائري ودرس على يد كبار علماء عصره وفي مقدمتهم العلامة شيخ النحويين عبد الرحمن بيازيد، باشر التدريس بافتتاحه المدرسة السليمانية عام 1870م ثم أنشأ بعدها مدرسة سوق المناخلية عام 1877م ومنها أقام التدريس في المدرسة الجقمقية الأثرية المجاورة للمسجد الأموي الكبير، أيضاً قام بتوسيع بناء المدرسة الجوهرية السفرجلانية، أيضاً له قصب السبق بأنه أول من أسس في دمشق مدرسة خاصة نظامية ذات مناهج علمية حديثة تضم مكتبة ومخبراً إلى جانب العلوم المتنوعة.
قال فيه علي الطنطاوي: معلم الشام الشيخ عيد السفرجلاني.. وكان من أوائل من فتحوا المدارس الأهلية الابتدائية في دمشق، لبث سبعين سنة معلما، تعلم عنده الوالد، وأبوه من قبله، وجده من قبلهما. وقد رأيت في سجلاته أن أبا الجد قد تعلم عنده.

## وفاته
توفي يوم الاثنين 25 شعبان 1350 هـ، ودفن في مقبرة الدحداح.